# 紀元前299年
紀元前299年（きげんぜん299ねん）は、ローマ暦の年である。
当時は、「マルクス・フルウィウス・パエティヌスとティトゥス・マンリウス・トルクァトゥスが共和政ローマ執政官に就任した年」として知られていた（もしくは、それほど使われてはいないが、ローマ建国紀元455年）。紀年法として西暦（キリスト紀元）がヨーロッパで広く普及した中世時代初期以降、この年は紀元前299年と表記されるのが一般的となった。

## 他の紀年法
- 干支 : 壬戌
- 日本
  - 皇紀362年
  - 孝安天皇94年
- 中国
  - 周 - 赧王16年
  - 秦 - 昭襄王8年
  - 楚 - 懐王30年
  - 斉 - 湣王2年
  - 燕 - 昭王13年
  - 趙 - 武霊王27年
  - 魏 - 襄王20年
  - 韓 - 襄王13年
- 朝鮮
  - 檀紀2035年
- ベトナム :
- 仏滅紀元 : 246年
- ユダヤ暦 :

## できごと

### 共和政ローマ
- サムニウムは、ガリア、サビニ、エトルリアから傭兵を集め、ローマに対して第三次サムニウム戦争を起こした。

### 中国
- 趙の武霊王が退位し、子の恵文王に王位を譲った。武霊王は主父を称して、実権を握り続けた。
- 斉の湣王と魏の襄王が韓で会合した。
- 秦が楚を攻撃し、8城を奪った。秦は和平の条件として楚の懐王と武関で会合することを求めた。懐王が行こうとしたので、屈原は身を挺して反対した。しかし懐王は武関に赴き、秦に抑留された。斉は楚の太子横を帰国させ、太子は即位して頃襄王となった。
- 斉の孟嘗君が秦に入ると、秦の昭襄王は孟嘗君を丞相とした。

## 死去
- ティトゥス・マンリウス・トルクアトゥス - ローマの執政官
- 中山王𫲨𧊒 ‐ 中山国の王